# Mouillard Glacier
Mouillard Glacier är en glaciär i Antarktis. Den ligger i Västantarktis. Argentina, Chile och Storbritannien gör anspråk på området. Mouillard Glacier ligger 668 meter över havet.
Terrängen runt Mouillard Glacier är kuperad åt sydväst, men åt nordost är den bergig. Terrängen runt Mouillard Glacier sluttar västerut. Trakten är obefolkad. Det finns inga samhällen i närheten. 